# Lynn Swann
Lynn Curtis Swann (Alcoa, Tennessee, 7 de marzo de 1952), más conocido como Lynn Swann, es un exjugador profesional estadounidense de fútbol americano que se desempeñó en la posición de wide receiver en la National Football League (NFL). Es miembro del Salón de la Fama del Fútbol Americano Profesional.

## Carrera
Swann jugó como profesional nueve temporadas en Pittsburgh Steelers (1974-1982), equipo en el que se retiró.

## Reconocimiento
El 4 de agosto de 2001, ingresó como miembro al Salón de la Fama del Fútbol Americano Profesional.